# Demetri Mitchell
Demetri Mitchell (Manchester, 1997. január 11. –) angol utánpótlás-válogatott labdarúgó, az Exeter City hátvédje.

## Pályafutása

### Klubcsapatokban

#### Manchester United
Demetri Mitchell a Fletcher Moss Rangersben kezdte pályafutását ugyanott, ahol Cameron Borthwick-Jackson és Marcus Rashford is nevelkedett. 2013-ban csatlakozott a United-hez, ahol eleinte az utánpótlás csapatoknál számítottak a játékára. Mikor a 2016-17-es szezon kezdetén Borthwick-Jacksont kölcsönadták a Wolverhampton Wanderersnek Mitchell felkerült a felnőtt csapat keretéhez. 2017. május 7-én már a United első csapatával edzett, de nem került be az Arsenal elleni 18-as meccskeretbe. Egy héttel később a kispadon ülte végig a Tottenham ellen 2–1-re elveszített bajnokit. Végül a szezon utolsó bajnokiján, a Crystal Palace ellen mutatkozhatott be.

#### Hearts of Midlothian
2018. január 11-én a skót élvonalban szereplő Hearts kölcsönvette a szezon hátralevő részére. Mitchell a valenciai edzőtáborozás során csatlakozott új csapatához.
2018. január 21-én, a rivális Hibernian ellen mutatkozott be a Heartsban tétmérkőzésen a Tynecastle Parkban rendezett Edinburghi derbin, a Skót Kupában. Csapata megnyerte a mérkőzést, Mitchellt a találkozó legjobbjának választották. Pályafutása első felnőtt gólját a St Johnstone ellen szerezte a 3–0-ra megnyert kupatalálkozón.
Márciusban Mitchell visszatért Unitedhez, hogy egy elhúzódó ínsérülését kezeltesse. Ekkor úgy tűnt, hogy a szezon végéig már nem léphet pályára, de a vártnál hamarabb felgyógyult, így visszatérhetett a skót csapathoz. Összesen tizenegy tétmérkőzésen kapott lehetőséget. A Manchester United a 2018-2019-es szezonra is kölcsönadta őt a Heartsnek. 2020 nyarán a Manchester United nem hosszabbította meg lejáró szerződését, így szabadon igazolható játékos lett. Augusztusban edzéseken vett részt a Sunderland csapatánál, de a Blackpoolhoz írt alá.

### A válogatottban
Mitchell képviselte Angliát a 16 év alatti, 17 év alatti, 18 év alatti és 20 alatti korosztályos válogatottakban is.
2022 januárjában azt nyilatkozta, hogy szívesen képviselné Jamaicát, ahol nagyszülei születtek.

## Statisztika
2018. május 9-én frissítve.
| Klub                | Szezon         | Bajnokság      | Bajnokság     | Bajnokság | FA-kupa       | FA-kupa | Ligakupa      | Ligakupa | Nemzetközi kupa | Nemzetközi kupa | Egyéb         | Egyéb | Összesen      | Összesen |
| Klub                | Szezon         | Bajnokság      | Pályára lépés | Gólok     | Pályára lépés | Gólok   | Pályára lépés | Gólok    | Pályára lépés   | Gólok           | Pályára lépés | Gólok | Pályára lépés | Gólok    |
| ------------------- | -------------- | -------------- | ------------- | --------- | ------------- | ------- | ------------- | -------- | --------------- | --------------- | ------------- | ----- | ------------- | -------- |
| Manchester United   | 2016–17        | Premier League | 1             | 0         | 0             | 0       | 0             | 0        | 0               | 0               | 0             | 0     | 1             | 0        |
| Heart of Midlothian | 2017–18        | Premiership    | 9             | 0         | 2             | 1       | 0             | 0        | –               | –               | –             | –     | 11            | 1        |
| Karrier összes      | Karrier összes | Karrier összes | 10            | 0         | 2             | 1       | 0             | 0        | 0               | 0               | 0             | 0     | 1             | 0        |

## Sikerei, díjai

### Válogatott
Anglia U17
- U17-es Európa-bajnokság: 2014[22]

## Külső hivatkozások
- Profilja Archiválva 2014. május 6-i dátummal a Wayback Machine-ben az angol szövetség honlapján
- Demetri Mitchell pályafutásának statisztikái a Soccerbase oldalon (angolul)